# Адата (мост)
Вижте пояснителната страница за други значения на Адата.
Адата е мост над река Марица в Пловдив, част от републикански път I-8.
Минава над остров Адата и свързва Северния и Източния райони. Построен е в края на 1970-те години, за да изведе извън централната част на Пловдив движението по първокласния път между Калотина и Капитан Андреево.

## История
Древният римски път Виа Милитарис е минавал през Филипопол и след източната порта е пресичал река Марица някъде в местността „Ландос” за да достигне следващата пътна станция Сирнота при днешното село Маноле.
На 11 януари 1907 г. пловдивската управа публикува обява във вестниците за търг за построяване на мост до махала „Столипиново“, който щял да бъде с 28 отвора, дървен и ще струва 86 000 лева. Самото строителство обаче започва едва на 10 април 1923 г. и това е вторият мост над реката, при местността Адата.
Наред с новините за възстановяването на Пловдив след бомбардировките през 1944 г. във вестниците е съобщено, че е открит нов мост за пешеходци над река Марица при местността „Ландос“.
В края на 1970-те години започва строителството на нов мост на булевард „Димитър Благоев“ край остров Адата, като се планира той да стане място за отмора и развлечения, с увеселителни заведения и воден спорт.
Днес мостът свързва булевардите „Северен“ и „Източен“.

## Описание
Мостът се състои от 2 независими конструкции (източно и западно платно) с разстояние между тях 2,30 м. Габаритът на всяко пътно платно е по 11,50 м с външни тротоари с ширина 2.95 м и вътрешни с ширина 1 м. Дължината на моста е 554 м и обща площ му е 20 хил. кв. м.